# Wilhelm Lidberg
Wilhelm Lidberg, född 30 juni 1813 i Svinstads socken, Östergötlands län, död 26 juli 1891 i Hovs landskommun, Östergötlands län, var en svensk präst i Hovs församling och Hagebyhöga församling. Han var kontraktsprost i Göstrings kontrakt.

## Biografi
Wilhelm Lidberg föddes 30 juni 1813 i Svinstads socken. Han var son till kyrkoherden Hans Jacob Liedberg och Anna Emerentia Lunnerqvist i Björkebergs socken. Lidberg blev 1831 student vid Uppsala universitet, Uppsala och blev 1836 filosofie kandidat. Han blev samma år filosofie doktor, teoretisk teologisk examen och praktisk teologisk examen. Lidberg prästvigdes 6 maj 1838 och blev 21 maj 1842 amanuens vid Linköpings stiftsbibliotek. Han blev 22 oktober 1842 apologist i Linköping och var mellan 1847 och 1854 sånglärare vid Linköpings högre allmänna läroverk. Den 1 maj 1849 predikade Lidberg vid länslasarettet och Hospitalskyrkan, Linköping. Han tog pastoralexamen 21 augusti 1850 och blev kyrkoherde 2 april 1855 i Hagebyhöga församling, Hagebyhöga pastorat, tillträde 1858. Den 2 juni 1863 blev han kyrkoherde i Hovs församling, Hovs pastorat, tillträde samma år och blev 24 april 1870 kontraktsprost i Göstrings kontrakt. Han blev föreslogs 1876 som domprost i Linköpings församling. Lidberg blev teologie doktor 1877 och filosofie jubeldoktor 1886. Lidberg avled 26 juli 1891 i Hovs landskommun.

### Övriga uppdrag
Lidberg var ombud vid statsrevisionen 1862. Han var 1863, 1870 och 1871 landstingsman. Mellan 1864 och 1881 var han folkskoleinspektör och 1879 samt 1884 var han revisor i prästerskapets änkekassa och pupillkassa. 1885 var han stiftsombud för samma kassorna och 1886 blev han ordförande på kassornas stämma. Lidberg blev 1868 ledamot av Nordstjärneorden.

### Familj
Lidberg gifte sig första gången 17 oktober 1847 med Kerstin Sofia Malmqvist (1825–1851). Hon var dotter till bruksinspektorn D. Malmqvist och Anna Elisabet Sondén. De fick tillsammans barnen Sigrid (1848–1885) och Kerstin (född 1851).
Lidberg gifte sig andra gången 29 januari 1854 med Henny Charlotta Nerén (född 1832). Hon var dotter till lantmätaren Johan Peter Nerén och Katarina Charlotta Hagelin. De fick tillsammans barnen Valfrid (1856–1864), Josef (född 1859), Henning (född 1860), Elsvig (född 1861), Martin (1864–1886), David (född 1865), Gerda (född 1867), Betty (född 1867), Alfhild (född 1871) och Fridolf (född 1875).